# 타흐마스프 1세
타흐마스프 1세(페르시아어: طهماسب Ṭahmāsp, 아제르바이잔어: Təhmasib 태흐마시브, 튀르키예어: Tahmasb; 1514년 2월 22일 ~ 1576년 5월 14일)는 사파비 왕조의 두번째 군주로, 그의 재위 기간은 52년으로 사파비 군주들 가운데 가장 긴 것이다(재위: 1524년5월 23일 ~ 1576년5월 14일). 샤 타흐마스프의 시대에 사파비 국가는 내·외부의 문제로 인해 두 개로 쪼개지거나 아예 사라질 위기에 있었다. 타흐마스프는 10살의 어린 나이에 재위에 올랐음에도, 사파비 제국이 분열되거나 멸망할 위기를 넘기는데 공헌하였다. 종교적으로는, 아버지 이스마일 1세의 정책을 이어 받아 시아파 이슬람의 전파에 힘썼다.

## 생애

### 왕자 시절
타흐마스프 미르자는 이스파한 인근의 샤하바드에서 태어났다. 아버지는 사파비 제국의 시황제, 이스마일 1세였고, 어머니는 야쿱 아크코윤루의 손녀인 타즐루 하눔이었다.
튀르크·몽골식 전통에 따라, 이스마일 1세는 맏아들 타흐마스프 미르자를 후라산의 총독으로 파견했다. 그의 스승(튀르키예어: lala)으로는 아미르 술탄 무실루로 하였다. 타흐마스프 미르자를 헤라트에 둔 것은 이스마일 1세가 그를 후계자로 여겼음을 보여준다. 그러나 타흐마스프 미르자가 8살이 된 1421년, 아미르 술탄 무실루는 타지크인 관료 기야스 알딘과 갈등을 빚었다. 아미르 술탄이 기야스 알딘을 처형하자 이스마일은 아미르 술탄과 타흐마스프를 타브리즈로 불러들이고, 타흐마스프의 스승으로는 후일 디브 술탄이라 알려질 알리 베그 룸루를 임명하였다. 헤라트와 후라산의 총독자리는 타흐마스프의 동생, 삼 미르자에게 넘어갔다.

### 재위 초반
몇 년 동안 나는 부족들 사이의 피비린내 나는 내전을 보고 있을 수 밖에 없었다. 나는 그 속에서 신의 뜻을 찾기 위해 노력할 따름이었다.— 샤 타흐마스프의 회고록

이스마일 1세가 1524년 5월 23일에 죽자, 타흐마스프 미르자는 10살의 나이로 사파비 제국의 2대 황제가 되었다. 샤 타흐마스프 재위의 첫 절반은 크즐바쉬 수령들의 권력 다툼으로 점철되었다. 디브 술탄 룸루와 쾨펙 술탄 우스타즐루는 공동 섭정 직위에 올랐으나, 곧 서로 다투었다. 디브 술탄에 의해 우스타즐루 부족은 길란으로 도주하였다. 이후 디브 술탄은 주헤흐 술탄 타칼루와 협력하여 정국을 운영했다.

### 부하라 칸국과의 전쟁
사파비 궁정이 혼란에 빠지자 후라산 방위가 불안정해졌다. 부하라 칸국의 군주 우바이드 칸은 1524년부터 1540년까지 후라산을 5차례나 침공하였다. 샤 타흐마스프는 우즈베크인들의 침공에 대응하기 위해 4차례나 반격 원정에 나서야 했다. 타흐마스프는 1524년 11월, 잠에서 우즈베크 군대를 격파했다. 이때 타흐마스프는 찰드란 전투, 모하치 전투의 오스만 군대와 마찬가지로 화기를 적극 활용하였다. 그 결과 사파비 제국은 후라산 지역을, 부하라 칸국은 마 와라 알나흐르를 지배하는 국경이 정착되었다.

### 오스만 제국과의 전쟁
오스만 제국 역시 기회를 놓치지 않았다. 타흐마스프가 동쪽에서 우즈베크인들과 전쟁을 치르는 동안, 오스만 군대는 이라크를 정복하고 아제르바이잔 일부를 점거했다. 이때 타흐마스프 휘하에는 고작 7,000명의 병사밖에 없었다. 타흐마스프를 구해준 것은 오스만 군대가 타브리즈를 점령할 능력이 없었던 것이었다.

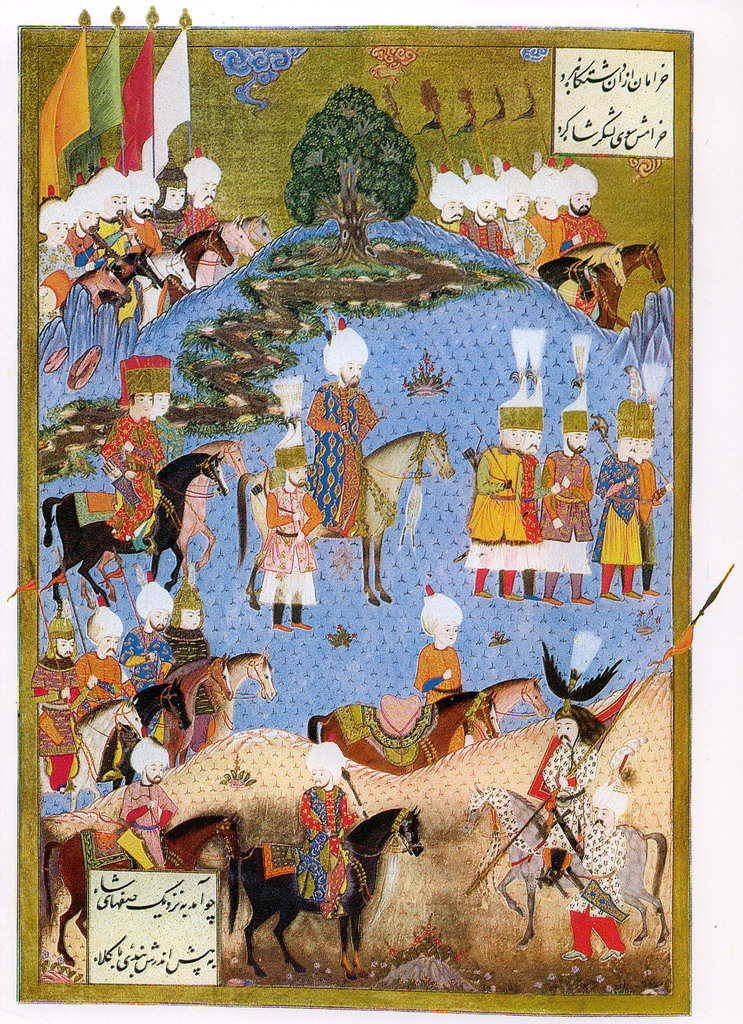
나히체반으로 진군하는 오스만 군대

오스만 군대는 1534년, 1546년, 그리고 1553년, 세 차례에 걸쳐 사파비 제국을 공격했다. 타흐마스프는 매번 전투를 회피하고 영토를 넘겨줌으로써 살아남았다. 타브리즈는 매 원정마다 함락당했다. 쉴레이만 대제는 1533년과 1548년에 각각 타흐마스프의 동생인 삼 미르자와 알카스 미르자를 사파비 왕조의 꼭두각시 군주로 옹립하여, 사파비 국가를 크림 칸국과 같은 봉신국으로 만들려 하였다.
특히 심각했던 것은 1533년의 전쟁이었다. 오스만 제국이 침공하자 샴루 부와 타칼루 부는 타흐마스프를 암살하고 헤라트 태수 삼 미르자를 옹립하려 했다. 삼 미르자는 쉴레이만 대제에게 사신을 보내, 아제르바이잔 동쪽의 영토를 모두 할양하는 대신 이란의 통치자로 임명해달라고 제의했다. 이 소식은 타흐마스프의 궁정을 충격에 빠뜨렸다. 그러나 삼 미르자는 쉴레이만이 퇴각할때까지 움직이지 않았다. 오스만 군대가 퇴각하자, 타흐마스프는 부족들을 제어할 수 있게 되었다.

### 칸다하르 정복

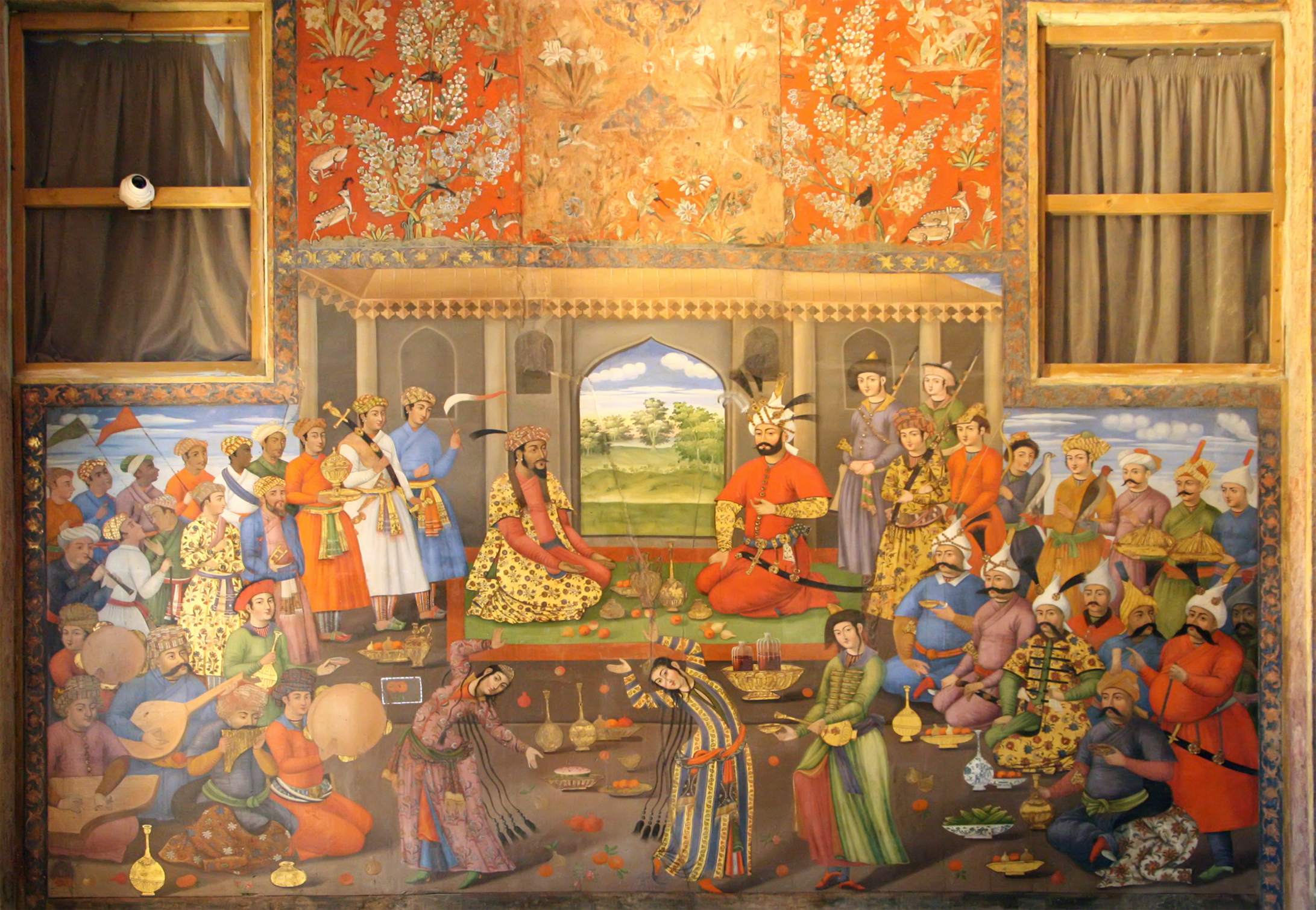
회동하는 샤 타흐마스프와 후마윤

우즈베크와의 전쟁으로 헤라트는 여러 차례 함락되었다. 그러나 타흐마스프는 1537년의 원정으로 헤라트를 탈환하고, 그 여세를 몰아 칸다하르도 티무르 왕조에게서 잠시 빼앗았다. 당시 칸다하르는 이란 고원과 인도 사이의 무역로를 제어할 수 있는 요충지였다. 1543년에는 티무르 왕조의 군주, 후마윤이 타흐마스프의 궁정으로 망명하였다. 타흐마스프는 후마윤이 시아파를 받아들이게 강요한 뒤, 얼마간의 군대를 내어주었다. 그 대가로 후마윤은 칸다하르를 탈환한 뒤 이를 타흐마스프에 내주었다. 이후 칸다하르는 무굴 제국과 사파비 제국 사이를 오갔으나, 1558년, 타흐마스프는 결국 칸다하르를 확보하는데 성공했다.

### 재위 후반

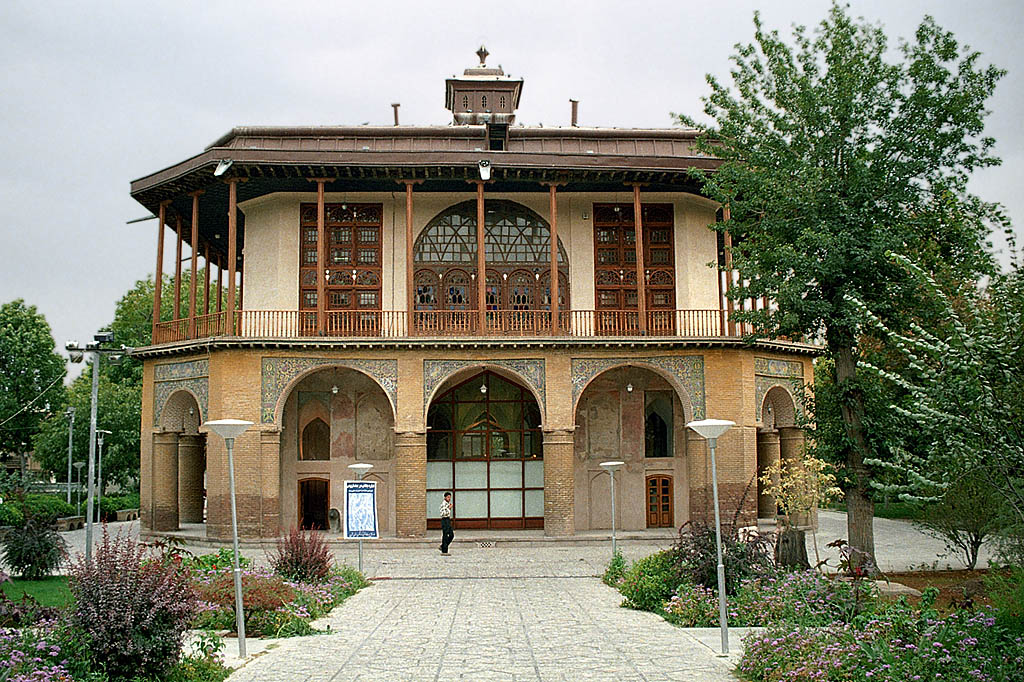
카즈빈의 체헬 소툰 궁전. 현재 남아있는 모습은 19세기 카자르 왕조에 의해 대규모로 개축된 모습이다.

타흐마스프는 동쪽에서 여러 차례의 성공을 거두었지만, 서쪽에서는 그러지 못했다. 그러나 타흐마스프는 후일 압바스 1세 개혁의 주춧돌을 놓는데 성공하였다. 그는 캅카스에 대한 원정을 여러 차례 성공시킴으로써, 조지아인, 아르메니아인, 서카시아인 포로를 군사 노예로 거두었다. 이들은 압바스 1세의 시대에 군사 노예 군단을 이루어 사파비 제국의 정치 균형을 뒤흔들었다. 한편, 타흐마스프는 오스만 제국의 위협을 피하기 위해 타브리즈에서 남서쪽의 카즈빈으로 수도를 옮겼다.
1574년, 타흐마스프는 병에 걸린다. 이를 신호로 왕자들과 크즐바쉬 부족들은 경쟁을 시작한다. 그 와중인 1576년 5월 14일, 타흐마스프는 독살을 당하게 된다. 우스타즐루 부는 하이다르 미르자를 후계자로 지지했으나, 아프샤르, 룸루 등 부족들이 반대하여 이스마일 2세가 사파비 제국 3대 황제로 옹립되었다.

## 종교 정책
샤 타흐마스프는 내·외부의 어려움에도 불구하고 시아파 부흥 정책을 꾸준히 진행했다. 그 자신은 1540년대부터 마쉬하드에 위치한 시아파 이맘 리자의 영묘에 순례하는 예를 보였다. 또한 알리의 아들 후세인이 카르발라에서 죽은 일을 애도하는 아슈라 의식을 후원하고 각지의 시아파 모스크나 영묘를 수리하는데도 정력을 기울였다. 타흐마스프는 시아파를 체계화하는데도 노력을 기울였다. 1533년, 타흐마스프는 아버지 이스마일 1세가 총애한 시아파 신학자, 알리 카라키 알아밀리를 등용하였다. 알리 카라키 알아밀은 타흐마스프의 후원으로 사파비 제국에서 종교 정책 전반을 총괄하였다. 알리 카라키는 신학자들을 이용해 12이맘 시아파 신학을 체계화하였다.
그런 한편 이스마일 1세의 순니파 탄압 정책도 계속 이어졌다. 이스마일 1세는 1501년 타브리즈를 점령하였을 때 주민들에게 시아파를 강요하며, 알리 이전의 최초의 칼리파 3명을 저주하라고 명령한 바 있었다. 타흐마스프는 이 칼리프들을 저주하는 의식인 타바라를 만들어 모든 모스크나 광장에서 시행하기를 강요하는 한편, 과거 순니파의 주요 인물 90명에 대한 목록을 만들어 공개적으로 비난하였다. 순니파 요인들이나 수피 종단에 대한 탄압도 이어져, 고문이나 처형이 행해졌다.

## 경제 정책
사파비 제국은 타흐마스프의 시대 뿐만 아니라 16세기 내내 재정적으로 어려움을 겪었다. 타흐마스프의 시대에 사파비 제국은 부하라 칸국에 의해 후라산 지방을, 오스만 제국에 의해 이라크 지방을 상실했기 때문이다. 이 두 지역은 제국에서 가장 높은 생산력을 가진 땅이었다. 이 점을 보여주는 대표적인 사례가 사파비 제국의 화페 가치이다. 이스마일 1세의 시대에 샤히 은화의 무게는 9.22g이었으나, 타흐마스프의 계속된 가치절하 정책으로 인해 압바스 1세가 즉위할 때는 2.30g에 불과했다.

## 문화
타흐마스프는 그 자신이 유능한 화가였다. 타흐마스프는 2살의 나이로 당시 이슬람 세계에서 세밀화로 가장 유명한 헤라트로 파견갔다. 헤라트의 궁정에서, 타흐마스프는 비흐자드에게 세밀화에 대해 배웠다.
군주가 된 이후로 타흐마스프는 세밀화에 대한 후원을 이어갔다. 타흐마스프의 시대에는 《샤나메》의 새로운 판본이 제작되었는데, 사파비 제국에서 편찬된 도서들 가운데 가장 아름다운 것이었다. 258장의 삽화로 이루어진 이 책은 타흐마스프의 재위 초기에 제작되기 시작해, 1540년 경에 완성된 것으로 보인다.
한편, 타흐마스프의 시대는 이스마일 1세의 시대와 더불어 아제르바이잔 튀르크어와 그 문학사에서 가장 빛나는 시기였다. 바그다드의 무함마드 이븐 술레이만 푸줄리가 아제리어 시문학의 기초를 쌓았다. 이후 무함마드 아마니가 푸줄리를 따라 여러 작품을 썼는데, 그는 사파비 제국의 신하였다. 또 다른 주요한 시인으로는 사데키 베그 아프샤르가 있었다.
| 전임 이스마일 1세 | 사파비 왕조의 황제 1524년 ~ 1576년 | 후임 이스마일 2세 |

## 참고 문헌
1. ↑  Streusand, Douglas E. (2010). 《Islamic Gunpowder Empires: Ottomans, Safavids, and Mughals》. Westview Press. 146, 149쪽. ISBN 9780813391946.
2. 1 2  Dale, Stephen F. (2009). 《The Muslim Empires of the Ottomans, Safavids, and Mughals》. Cambridge University Press. 90쪽. ISBN 9781316184394.
3. ↑  Savory, Roger M.; Karamustafa, Ahmet T. (1998). “Esmāʿīl Ṣafawī”. 《Encyclopaedia Iranica, online edition》. 2019년 5월 3일에 확인함.
4. ↑  Mitchell, Colin P. (2009). “Ṭahmāsp I”. 《Encyclopædia Iranica, online edition》. 2019년 5월 3일에 확인함.
5. ↑  Dale, Stephen F. (2009). 《The Muslim Empires of the Ottomans, Safavids, and Mughals》. Cambridge University Press. 88쪽. ISBN 9781316184394.
6. ↑  Streusand, Douglas E. (2010). 《Islamic Gunpowder Empires: Ottomans, Safavids, and Mughals》. Westview Press. 146쪽. ISBN 9780813391946.
7. 1 2  Streusand, Douglas E. (2010). 《Islamic Gunpowder Empires: Ottomans, Safavids, and Mughals》. Westview Press. 146~147쪽. ISBN 9780813391946.
8. ↑  Streusand, Douglas E. (2010). 《Islamic Gunpowder Empires: Ottomans, Safavids, and Mughals》. Westview Press. 147쪽. ISBN 9780813391946.
9. ↑  Streusand, Douglas E. (2010). 《Islamic Gunpowder Empires: Ottomans, Safavids, and Mughals》. Westview Press. 147~148쪽. ISBN 9780813391946.
10. 1 2  Streusand, Douglas E. (2010). 《Islamic Gunpowder Empires: Ottomans, Safavids, and Mughals》. Westview Press. 148쪽. ISBN 9780813391946.
11. ↑  Gündüz, Tufan (2010). “Tahmasb”. 《TDV İslâm Ansiklopedisi》. TDV İslâm Araştırmaları Merkezi. 2019년 5월 3일에 확인함.
12. ↑  Dale, Stephen F. (2009). 《The Muslim Empires of the Ottomans, Safavids, and Mughals》. Cambridge University Press. 90~91쪽. ISBN 9781316184394.
13. ↑  Dale, Stephen F. (2009). 《The Muslim Empires of the Ottomans, Safavids, and Mughals》. Cambridge University Press. 118 ~ 119쪽. ISBN 9781316184394.
14. ↑  Dale, Stephen F. (2009). 《The Muslim Empires of the Ottomans, Safavids, and Mughals》. Cambridge University Press. 170 ~ 171쪽. ISBN 9781316184394.
15. ↑  Dale, Stephen F. (2009). 《The Muslim Empires of the Ottomans, Safavids, and Mughals》. Cambridge University Press. 171쪽. ISBN 9781316184394.
16. ↑  Javadi, H.; Burrill, K. (1988). “Azerbaijan x. Azeri Turkish Literature”. 《Encyclopædia Iranica, online edition》. 2019년 5월 4일에 확인함.